# Ludwig Dexheimer
Ludwig Friedrich Dexheimer (* 6. August 1891 in Nürnberg; † 7. Oktober 1966 in Offenbach am Main) war ein deutscher Chemie-Ingenieur und Schriftsteller.

## Leben
Dexheimer, Sohn eines Nürnberger Kaufmanns, besuchte nach dem Abitur von 1909 bis 1911 für ein viersemestriges Studium der Chemietechnik das Königlich Bayerische Technikum (heute: Technische Hochschule Nürnberg Georg Simon Ohm). Von 1911 bis zum Übergang des Werkes an die I.G. Farbenindustrie AG im Jahre 1926 arbeitete und forschte Dexheimer im analytischen Labor der Chemischen Fabrik Griesheim-Elektron, Werk Offenbach. Während des Ersten Weltkriegs war er im selben Werk als vereidigter Chemiker für Munitionsuntersuchungen tätig, weshalb er vom Militärdienst freigestellt war. Wegen Stilllegung mehrerer Betriebsteile verlor er 1929 seinen Arbeitsplatz und betätigte sich anschließend als Autor von Fachartikeln. Im Jahre 1937 konnte er in seinen erlernten Beruf zurückkehren. In den 1950er Jahren arbeitete er in einem Chemielabor der US Army.
Von 1949 an war er Schatzmeister der in Frankfurt am Main ansässigen Südwestdeutschen Gesellschaft für Weltraumforschung.
Dexheimer blieb unverheiratet.

## Wirken als Schriftsteller
Unter dem Pseudonym Ri Tokko veröffentlichte Dexheimer sein einzig bekanntes literarisches Werk Das Automatenzeitalter – ein prognostischer Roman. Das Buch erschien im November 1930 im Amalthea-Verlag, Wien, vordatiert auf 1931. Die Ideenfülle und die Treffsicherheit seiner Prognosen machen den Roman zu einer der faszinierendsten Utopien des 20. Jahrhunderts. So beschreibt er zum Beispiel die von Papier losgelöste Wissensvermittlung über ferntechnische Apparate aus Zentralbibliotheken, gleichzeitig nutzbar von unzähligen Lesern. Hierbei handelt es sich um eine der ersten Formulierungen der Idee des Internets. Auch die Wiedererschaffung ausgestorbener Arten (im Roman konkret: Dinosaurier) durch die Kunst der Biologen skizziert er als Zukunftstraum. Hormonelle Empfängnisverhütung, Recycling und geklonte Menschen sind neben vielem anderen ebenfalls Gegenstand seiner Visionen.
Das Automatenzeitalter stellt zudem wegen Dexheimers pazifistisch-liberaler Einstellung eine Rarität in der deutschen Science-Fiction der Vorkriegszeit dar:

„Das Automatenzeitalter von Ri Tokko gehört zu den faszinierendsten Utopien des 20. Jahrhunderts, nicht aus literarischen Gründen, sondern wegen der Fülle der Ideen, der Modernität der Bilder, der Treffsicherheit der Prognosen und der pazifistisch-liberalen Einstellung des Verfassers – eine Rarität in der deutschen Science Fiction der Vorkriegszeit. Die Qualitäten des Romans überstrahlen bedenkliche Eigenschaften wie etwa die Hochschätzung der Eugenik und machen ihn auch 74 Jahre nach der Erstausgabe noch lesenswert. Die Lektüre ermöglicht zudem den Einblick in das Denken und Fühlen eines Mitglieds der technischen Intelligenz am Ende der Weimarer Republik.“

Das Buch wurde zum 31. Dezember 1938 von der nationalsozialistischen Reichsschrifttumskammer wegen pazifistischer Stellen in die „Liste des schädlichen und unerwünschten Schrifttums“ aufgenommen und damit faktisch verboten.

## Sonstiges
- Das Pseudonym Tokko kommt vermutlich aus dem buddhistischen Sprachraum und bezeichnet ein Zauberinstrument, auch Dokko genannt, das der Priester Kūkai einsetzte, um einem Felsen warmes Wasser zur Heilung eines Kranken zu entlocken[12]

- In Offenbach existiert ein Ludwig-Dexheimer-Kreis, der sich unter anderem dafür einsetzt, dass eine Straße nach dem Autor benannt wird[13]

## Werke
- Das Automatenzeitalter: Ein prognostischer Roman, Amalthea-Verlag, Wien 1930, DNB 57284493X
- Das Automatenzeitalter: Ein prognostischer Roman, Shayol Verlag, Berlin 2004, ISBN 3-926126-37-X. Erste vollständige Ausgabe